# Anastasia a Kievului
Anastasia a Kievului (~ 1023 – 1074/1096) a fost soția regelui Andrei I al Ungariei. Ea a fost fiica cea mare a marelui cneaz Iaroslav I cel Înțelept al Kievului și a Ingigerd a Suediei. Sora ei mai mică, Anna de Kiev, regina consoartă a regelui Franței Henric I.

## Biografie

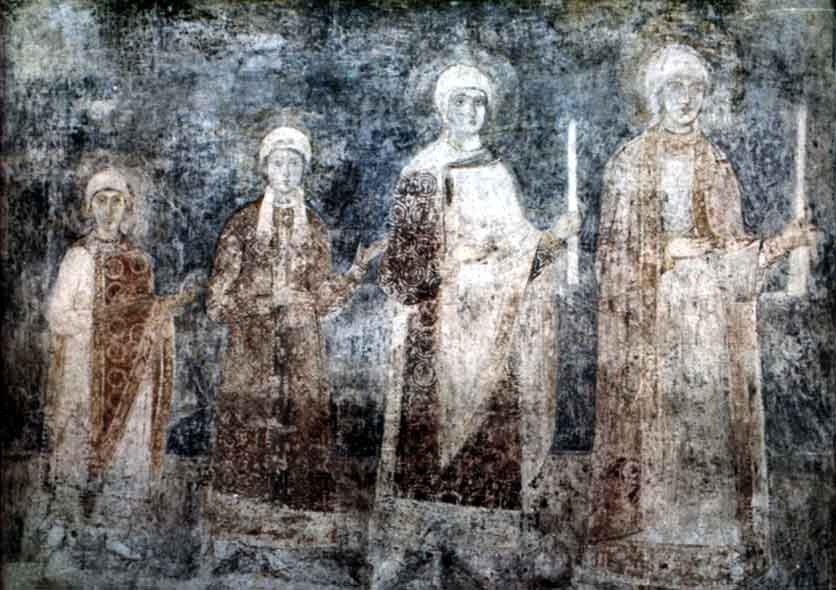
Frescă din secolul al XI-lea din Catedrala Sfânta Sofia din Kiev în care apar fiicele lui Iaroslav I. Anna este probabil cea mai tânără. Alături de ea se află Anastasia, soția lui Andrei I al Ungariei, Elisaveta, soția lui Harald al III-lea al Norvegiei și, poate, Agatha, soția lui Edward Ætheling

Anastasia s-a măritat în jurul anului 1039 cu ducele maghiar Andrei, care trăia în exil în Kiev după ce tatăl lui, Vazul, eșuase în tentativa de asasinare a regelui Ungariei Ștefan I. 
În 1046, Andrei I s-a reîntors în Regatul Ungariei și a fost încoronat rege, după ce l-a înfrânt pe Petru Orseolo. Se presupune că ea este cea care l-a convins pe Andrei I să ctitorească mănăstirea ortodoxă de la Tihany pentru pustnicii veniți împreună cu Anastasia din Rusia Kieveană. Anastasia nu a dat naștere unui fiu decât în 1053. Acest fiu, Solomon, avea să fie încoronat încă din minorat de tatăl său ca rege, într-o încercare de a-i asigura succesiunea la tron. Fratele mai tânăr al regelui Andrei, ducele  Béla, care până la nașterea lui Solomon era desemnat succesor la tronul țării, a pornit războiul civil. 
Când ducele Béla a declanșat rebeliunea împotriva fratelui și regelui său, Andrei, acesta din urmă și-a trimis soția și fiul la curtea margrafului Austriei, Adalbert. Regele Andrei I a fost înfrânt și a murit la scurtă vreme după aceasta, iar Béla, fratele lui, a fost încoronat rege al Ungariei pe 6 decembrie 1060
Anastasia a cerut ajutorul împăratului  Henric al IV-lea al Sfântului Imperiu Roman, a cărei soră, Judith, fusese logodită cu Solomon în 1058. În momentul în care trupele germane au intrat în Ungaria pentru a-l pune pe tron pe Solomon, regele Béla era deja mort, iar fii lui, Géza, Ladislaus și Lampert, au fugit în Polonia. 
Tânărul Solomon a fost încoronat rege în septembrie 1063. Cu ocazia ceremoniei de încoronare, Anastasia a oferit comandantului trupelor germane, ducele Otto de Northeim, o sabie despre care a pretins că ar fi aparținut lui Attila. În perioada 1060-1073, regele Solomon a domnit în bună înțelegere cu verii săi, ducii  Géza, Ladislaus și Lampert, care s-au reîntors în țară și i-au acceptat domnia. În 1074 însă, cei trei s-au răsculat împotriva regelui, reușind să îl înfrângă în martie același an. Solomon s-a refugiat în regiunile vestice al Ungariei, unde a păstrat controlul asupra comitatelor Moson și Pozsony. 
Anastasia și-a urmat fiul dar, după apariția unor conflicte, s-a retras la mănăstirea Admont, unde a trăit până la moarte și unde a și fost înmormântată.

## Familia
# căsătorită în 1039 cu regele  Andrei I al Ungariei (c. 1015 – 1060) 
- Adelaide (c. 1040 – 27 ianuarie 1062), soția regelui Vratislaus al II-lea al Boemiei
- Regele Solomon al Ungariei (1053 – 1087)
- David (~ 1053 – ~ 1094)